# Стружков, Николай Петрович
Николай Петрович Стружков (1899, Шекшино, Пронский уезд, Рязанская губерния, Российская империя — 1962, Москва, СССР) — начальник Инспекции по котлонадзору НКВД СССР, инженер-майор (1943).

## Биография
Родился в русской семье крестьянина. Работал в хозяйстве отца в родной деревне до 1916, затем рабочий на фабрике «Трёхгорная мануфактура» в Москве до 1917. Стрелок отряда Красной гвардии с 1917 до 1918. Рабочий на фабрике имени Я. М. Свердлова в Москве с 1918 до 1919. В РККА писарь роты 1-го Татарского полка с 1919 до 1923.
Председатель сельсовета в родной деревне с 1923 до 1925. Рабочий-кочегар, инструктор кочегаров, инструктор по контрольно-измерительным приборам, теплотехник, начальник паросилового хозяйства фабрики № 11 в Москве с 1925 до 1934. В ВКП(б) с 1929. Учился в энергетическом техникуме в Москве с 1934 до 1935. Инспектор по котлонадзору Московского областного СПС с 1935 до 1937.
В органах НКВД старший инспектор с 1937 до 1938, главный инспектор до 23 ноября 1938, заместитель начальника до 25 января 1939, временно исполняющий должность начальника до 4 марта 1940, начальник Инспекции котлонадзора НКВД СССР до 25 марта 1941. Затем начальник Инспекции котлонадзора, Горно-технической инспекции и котлонадзора Дальстроя НКВД СССР с июля 1941 до 24 декабря 1945, когда был уволен в запас НКВД.

### Звания
- военинженер 2-го ранга, 23.10.1939;
- инженер-майор, 23.03.1943.

### Награды
- 2 медали.